# (12598) Sierra
(12598) Sierra (1999 RC159) – planetoida z pasa głównego asteroid okrążająca Słońce w ciągu 4,54 lat w średniej odległości 2,74 j.a. Odkryta 9 września 1999 roku.